# 仿龍脊魨
仿龍脊魨為輻鰭魚綱魨形目四齒魨亞目四齒魨科的其中一種，為熱帶淡水魚，分布於亞洲印度喀拉拉邦淡水水域，棲息在底中層水域，生活習性不明。